# Quận Ghamr
Quận Ghamr là một trong các quận của Yemen thuộc vùng Sa'dah, Yemen. Năm 2003, quận có dân số khoảng 19,718 người.